# 에즈라
에즈라(Ezra, עזרא, 기원전 480~440년) 또는 에스라는 구약성경 에즈라기에 나오는 율법학자이자 제사장이고, 서기관이다. 그리스어와 라틴어로는 에스드라스(고대 그리스어: Ἔσδρας)라고 불린다.
구약성경에 따르면 그는 제1성전에서 봉사한 마지막 대제사장인 스라야의 후손이고, 예루살렘 귀환 이후 제2성전의 제사장이었던 예수아의 먼 친척이었다.
바빌론 유배지에서 돌아와 예루살렘에서 모세의 율법을 다시 소개했다. 동방 정교회에서 사용 중인 에즈라기의 헬라어 번역본 에스드라스 1서에서는 에즈라를 대제사장으로 소개한다. 하지만 유대교 랍비 전승에서는 단지 일반 제사장 중 하나였다고 전한다.
에즈라의 무덤에 관해서 여러 전해 오는 이야기들이 있다. 한 전설에 따르면 그는 이라크 바스라 근처 알 우자이(al-Uzayr)에 안장되었다고 하며, 또 다른 전설은 시리아 북부 알레포 근처의 타디프(Tadif)에 묻혀 있다고 한다.
에즈라라는 이름은 하나님이 돕는다는 뜻인 '아자르야후(עזריהו)'의 약어일 수 있다. 코이네 그리스어로 쓰여진 70인역 성경에서 '에스드라스(Ἔσδρας)'로 적혔다.
에즈라기에는 바벨론에 포로로 잡혀와서 살고있던 유대인 일부를 고향인 예루살렘으로 인도하는 과정이 나온다 (에즈라 8.2-14). 에즈라는 모세 5경에 대한 준수를 강요했다고 전해진다. 그는 이스라엘 백성들에게 율법에 따라 확신을 갖고 특정 종교의 사람들과 결혼하지 않도록 권고했는데, 이 가르침은 모세 오경에 기록되어있다.

## 유대 성경의 관점
구약성경의 에즈라기와 느헤미야기는 에즈라의 활동에 관한 가장 오래된 기록이다. 반면 에즈라에 관한 다른 책들인 에스드라스 1서, 에스드라스 2서 등은 에즈라와 느헤미야에 기초해 창작된 저작물로 본다.

### 에즈라-느헤미야
에즈라-느헤미야는 원래 두루마리로 엮어진 한 개의 문서였다. 후에 유대인들은이 두루마리를 나누어 각각 첫 번째와 두 번째 에즈라라고 불렀다. 현대에는 유대인들 역시 기독교와 마찬가지로 이 두 권의 책을 에즈라와 느헤미야로 부른다. 에즈라기 몇 부분(4:8~6:18과 7:12~26)은 아람어로 기록되었고, 대부분은 히브리어인데, 에즈라 본인은 이 두 언어에 능숙했다.
에즈라는 바벨론에 살고 있었다. 페르시아 왕 아르타크세르크세스 1세 칠년 (기원전 457년), 아르타크세르크세스 1세는 야훼 율법을 모르는 사람들에게 야훼의 율법을 가르치라고 에즈라를 예루살렘으로 보냈다. 많은 포로된 유대인들과 함께 예루살렘으로 돌아갔던 에즈라는 그곳의 유대인들이 유대인이 아닌 여자와 결혼했다는 것을 알게 되었다. 그는절망 속에서 자신의 옷을 찢고, 야훼 앞에서 이스라엘의 죄를 고백하며, 동족 몇 사람의 반대를 무릅쓰고 죄 많은 결혼 생활을 해소함으로써 공동체를 정화하려고 했다. 몇 년 후 아르타크세르크세스 1세는 도시 벽을 재건하는 임무를 지닌 총독으로 예루살렘에 느헤미야(유대인 귀족 집안이면서 왕의 측근이었다)를 보냈다. 성벽이 완성되자, 느헤미야는 에즈라에게 모세 율법 (토라)을 모은 책을 이스라엘 사람들 앞에서 읽게했고, 백성과 제사장은 율법을 지키고 모든 다른 민족들과 섞이지 않겠다는 언약을 맺었다.

## 같이 보기
- 에즈라기